# Sexrollespil
Sexrollspil er en form for seksuelle lege, hvor deltagerne påtager sig fiktive roller for at øge den erotiske oplevelse. Sexrollespil benyttes ofte i BDSM.
| Sex | Spire Denne artikel om sex eller sexologi er en spire som bør udbygges. Du er velkommen til at hjælpe Wikipedia ved at udvide den. |